# Пушица узколистная
Пуши́ца узколи́стная (лат. Erióphorum angustifólium) — многолетнее травянистое растение, вид рода Пушица (Eriophorum) семейства Осоковые (Cyperaceae). Торфообразователь. В литературе нередко упоминается под названием, которое, согласно современным представлениям, входит в синонимику вида — Пушица многоколоско́вая (Eriophorum polystáchyon). Одно из народных названий растения — «заячий хвостик».

## Распространение и экология
Растение широко распространено в Евразии и Северной Америке. Встречается большей частью в тундре, лесной зоне и лесостепи. Растёт преимущественно на моховых и осоковых низинных и ключевых болотах — в отличие от пушицы влагалищной (Eriophorum vaginatum), которая растёт обычно на верховых болотах. Встречается на заболоченных заливных лугах, в сырых хвойных лесах.
Растение распространено также в тундре, лесной зоне, лесостепи.

## Ботаническое описание
Многолетнее травянистое растение высотой от 15 до 75 см. Корневища длинноползучие.
Стебель в своей нижней части имеет в разрезе округлую форму, ближе к верхушке становится трёхгранным. Листья зелёные, длинные и узкие, шириной 3—4 мм, плоские или вдоль сложенные. Многочисленные тонкие гладкие гибкие стебли заканчиваются шаровидными белыми пушистыми головками, состоящими из шелковистых прицветниковых щетинок, которыми окружены невзрачные зелёные цветки. Общее соцветие раскидистое, из 4—5 колосков, повисающих на коротких или длинных ножках, с нижним прицветным листом длиной до 4—10 см.

## Значение и применение
Крупным рогатым скотом и лошадьми не поедается или поедается очень плохо. Весной и в начале лета хорошо поедается северным оленем (Rangifer tarandus) молодые листья, побеги, цветки. Зимой служит пастбищным кормом оленю, который выкапывает из-под снега сохранившиеся основания листьев и стеблей. Летом поедается плохо и менее охотно, чем пушица влагалищная (Eriophorum vaginatum). Также оленем прекрасно поедаются корневища, которые отыскиваться им из почвы. Побеги поедаются гусями, а корневища лемингами.
В Якутии хорошо поедается весною европейским лосём (Alces alces Linnaeus).

## Систематика
Пушица узколистная — вид рода Пушица (Eriophorum) трибы Камышовые (Scirpeae) подсемейства Сытевые (Cyperoideae) семейства Осоковые (Cyperaceae).
|  |                               |  |                                                        |                                                        |                                    |  | подсемейство Мапаниевые (Mapanioideae) | подсемейство Мапаниевые (Mapanioideae) |                            |  |  |  | ещё от 4 до 12 родов | ещё от 4 до 12 родов                              |  |  |
|  |                               |  |                                                        |                                                        |                                    |  | подсемейство Мапаниевые (Mapanioideae) | подсемейство Мапаниевые (Mapanioideae) |                            |  |  |  | ещё от 4 до 12 родов | ещё от 4 до 12 родов                              |  |  |
|  |                               |  |                                                        | семейство Осоковые (Cyperaceae)                        |                                    |  |                                        |                                        | триба Камышовые (Scirpeae) |  |  |  |                      | вид Пушица узколистная (Eriophorum angustifolium) |  |  |
|  |                               |  |                                                        | семейство Осоковые (Cyperaceae)                        |                                    |  |                                        |                                        | триба Камышовые (Scirpeae) |  |  |  |                      | вид Пушица узколистная (Eriophorum angustifolium) |  |  |
|  | порядок Злакоцветные (Poales) |  |                                                        |                                                        | подсемейство Сытевые (Cyperoideae) |  |                                        |                                        | род Пушица (Eriophorum)    |  |  |  |                      |                                                   |  |  |
|  | порядок Злакоцветные (Poales) |  |                                                        |                                                        |                                    |  |                                        |                                        |                            |  |  |  |                      |                                                   |  |  |
|  |                               |  | ещё 15 семейств (APG III), в том числе Злаки (Poaceae) | ещё 15 семейств (APG III), в том числе Злаки (Poaceae) |                                    |  |                                        | ещё 13 триб                            | ещё 13 триб                |  |  |  | ещё около 30 видов   |                                                   |  |  |
|  |                               |  |                                                        | ещё 15 семейств (APG III), в том числе Злаки (Poaceae) |                                    |  |                                        |                                        | ещё 13 триб                |  |  |  |                      |                                                   |  |  |

## Синонимы
По информации базы данных The Plant List (2013), в синонимику вида входят следующие названия:
- Eriophorum alpicola Schur
- Eriophorum angustifolium subsp. angustifolium
- Eriophorum angustifolium var. angustifolium
- Eriophorum angustifolium var. brevifolium Torr.
- Eriophorum angustifolium var. coloratum Hultén
- Eriophorum angustifolium var. congestum Mert. & W.D.J.Koch
- Eriophorum angustifolium var. elatius Mert. & W.D.J.Koch
- Eriophorum angustifolium var. giganteum Hultén
- Eriophorum angustifolium var. gracile Nyman
- Eriophorum angustifolium var. laxum Mert. & W.D.J.Koch
- Eriophorum angustifolium var. megastachyon Nutt.
- Eriophorum angustifolium subsp. minus (Dalla Torre) Holub
- Eriophorum angustifolium var. minus Bellynck
- Eriophorum angustifolium f. rubrovaginatum Raymond
- Eriophorum angustifolium f. scammanianum Raymond
- Eriophorum angustifolium subsp. subarcticum (V.N.Vassil.) Hultén ex Kartesz & Gandhi
- Eriophorum angustifolium subsp. subarcticum (V.N.Vassil.) Hultén
- Eriophorum angustifolium f. uniceps Th.Fr.
- Eriophorum dubium Hegetschw.
- Eriophorum gracile Sm.
- Eriophorum intermedium Bastard
- Eriophorum minus Dalla Torre
- Eriophorum monostachion Groschke
- Eriophorum ocreatum A.Nelson
- Eriophorum paniculatum (Lam.) Gaterau
- Eriophorum polystachion L. — Пушица многоколосковая
- Eriophorum polystachion var. angustifolium (Honck.) A.Gray
- Eriophorum polystachion subsp. congestum (Mert. & W.D.J.Koch) K.Richt.
- Eriophorum polystachion var. elatius Bab.
- Eriophorum polystachion f. elegans (Bab.) Ostenf. & Lundager
- Eriophorum polystachion var. elegans Bab.
- Eriophorum polystachion subsp. minus (Dalla Torre) K.Richt.
- Eriophorum polystachion var. viridicarinatum Farw.
- Eriophorum subarcticum V.N.Vassil.
- Eriophorum vaillantii Poit. & Turpin
- Eriophorum vulgare (Hill) Druce — Пушица обыкновенная
- Linagrostis paniculata Lam.
- Linagrostis polystachia (L.) Scop.
- Linagrostis vulgaris Hill
- Plumaria angustifolia (Honck.) Bubani
- Scirpus angustifolius (Honck.) T.Koyama
- Scirpus speciosus Salisb.